# Kingsley Baird

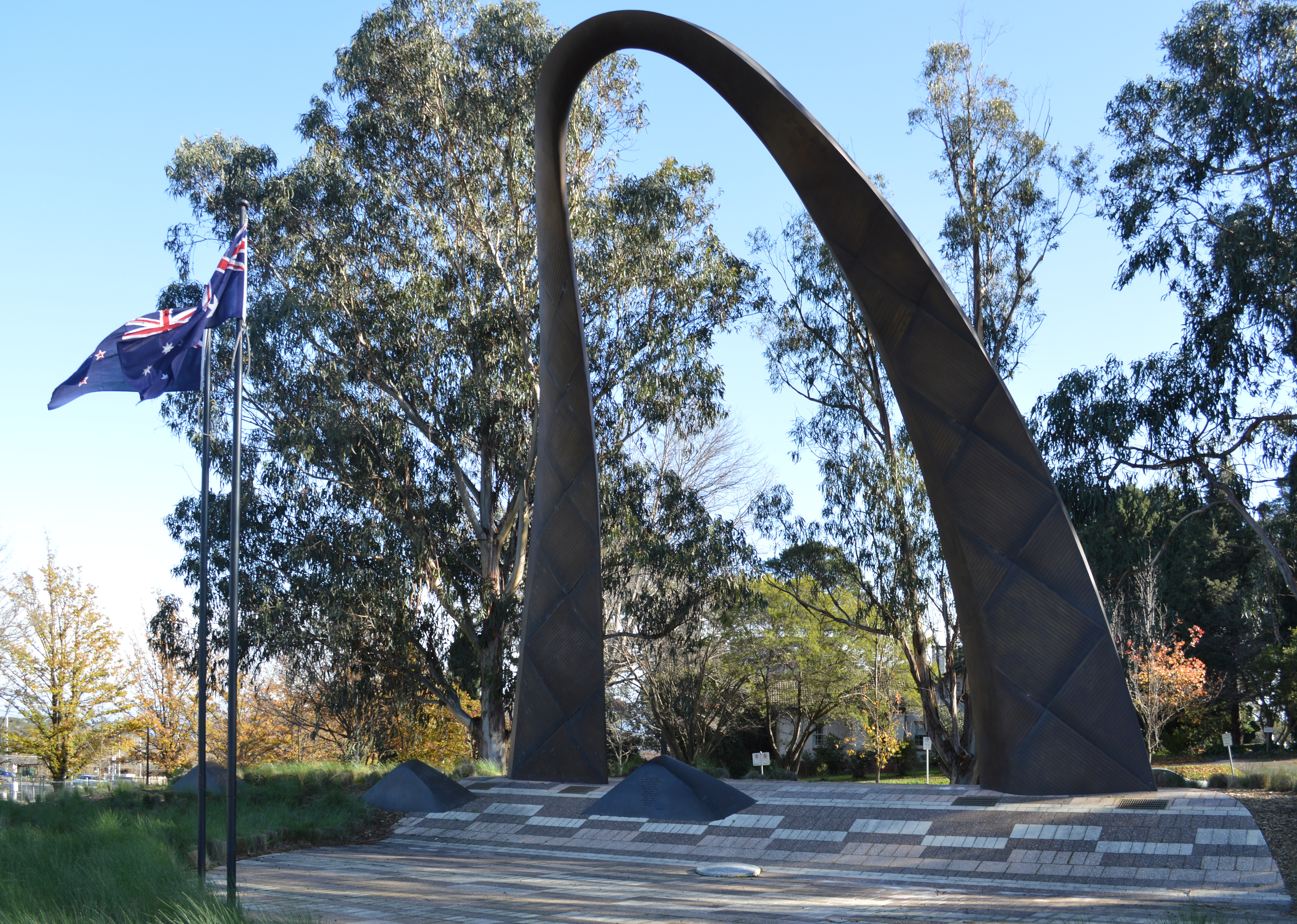

Kingsley Baird – artysta nowozelandzki, mieszkający w Wellington. Jego głównym dziełem jest Grób nieznanego żołnierza w Wellington (ang. Tomb of the Unknown Warrior) znajdujący się w National War Memorial of New Zealand. Ponadto jest architektem jest Te Korowai Rangimarie – Cloak of Peace ulokowany w Nagasaki Peace Park.
Jego dzieła – głównie rzeźby, skupiają się na tematyce historycznej, nierzadko wspominają ważne i warte wspomnienia momenty w historii Nowej Zelandii. Jego dzieła łączą ze sobą motywy krajobrazów, instalacji, sztuki wideo i malarstwa. Jest projektantem Australia-New Zealand Memorial w stolicy Australii, Canberze.
Jest absolwentem sztuki Uniwersytetu Wiktorii w Wellington, studiował również na uniwersytecie RMIT w Melbourne. Nadal tworzy, wykłada na Massey University w Wellington.